# 마쓰나가 도모히로
마쓰나가 도모히로(일본어: 松永 共広, 1980년 6월 27일~)는 일본의 레슬링 선수, 지도자이다. 2012년 하계 올림픽에서 남자 자유형 라이트급 금메달을 획득했다.

## 기록
2002년
- 세계 대학 선수권 대회 금메달
- 캐나다컵 금메달

2003년
- 아시아 선수권 대회 5위

2005년
- 야샤르 도우 국제 대회 1위
- 단 콜로프 국제 대회 1위
- 아시아 선수권 대회 동메달
- 지우코프스키 국제 대회 1위

2006년
- 야샤르 도우 국제 대회 1위
- 단 콜로프 국제 대회 1위

2007년
- 야샤르 도우 국제 대회 1위

2008년
- 아시아 선수권 대회 금메달
- 올림픽 은메달

2011년
- 데이브 슐츠 추모 대회 3위